# Georg Sauerwein
Georg Sauerwein, łuż. Juro Surowin, lit. Jurgis Zauerveinas, Georgas Sauerweinas, ps. Girėnas (ur. 15 stycznia 1831 w Hanowerze, zm. 16 grudnia 1904 w Oslo) – niemiecki filozof i językoznawca, działacz społeczny i kulturalny, publicysta, poeta.

## Życiorys
Urodził się w Hanowerze jako syn pastora. Od 1841 wychowywał się w Gronau, gdzie ojciec zarządzał lokalną parafią luterańską. Studiował językoznawstwo i teologię na Uniwersytecie w Getyndze, uczęszczał również na wykłady z fizyki, chemii i botaniki. Po trzech latach przerwał naukę i zamieszkał w Wielkiej Brytanii, gdzie objawił się jego talent lingwistyczny.
W wieku 24 lat opublikował słownik angielsko-turecki. Od 1857 nauczał prywatnie księżniczkę Elżbietę von Neuwied, pisarkę oraz przyszłą królową Rumunii. Od 1856 do 1896 pracował jako wolny strzelec w Brytyjskim Towarzystwie Biblijnym, tłumaczył Pismo Święte na różne języki i dialekty.
W 1873 uzyskał stopień doktora filozofii oraz magistra sztuk wyzwolonych na Uniwersytecie w Getyndze. Od 1874 przebywał w Norwegii, gdzie pracował nad ożywieniem i popularyzacją języka norweskiego. W 1885 wydał zbiór wierszy Frie Viso ifraa Vigguin („Wolne pieśni z gór”).
Był poliglotą, pisał w 30, mówił płynnie w 62, a ogółem poznał ponad 200 języków bądź dialektów. Uchodził za najwybitniejszego językoznawcę swojej epoki. Występował w obronie praw narodowych i kulturalnych Walonów, Ormian, Polaków, Bułgarów, Finów i Łużyczan. Szczególną uwagę poświęcał tym ostatnim, publikując m.in. w 1877 roku zbiór poezji Serbske stucki.
W 1875 zamieszkał w Kłajpedzie, opanowując do perfekcji język litewski. Współpracował z lokalnymi działaczami litewskimi na rzecz obrony dziedzictwa kulturowego Litwy Pruskiej, pisywał do miejscowej prasy. W 1879 założył Litewskie Towarzystwo Literackie („Lietuvių literatūros draugija”) w Tylży, w skład którego weszli znani europejscy naukowcy, m.in. Christian Bartsch, Adalbert Bezzenberger, Filip Fortunatow, Eduardas Gizevijus, Jan Aleksander Karłowicz, Jan Niecisław Baudouin de Courtenay i Georg Nesselmann. Przewodniczącym stowarzyszenia został kłajpedzki językoznawca i nauczyciel w lokalnym gimnazjum Karl Rudolf Jacobi. Publikował w Lietuviška ceitunga, Nemuno sargas, Aušra oraz Naujasis keleivis.
Jest autorem pieśni Lietuviais esame mes gimę („Urodziliśmy się Litwinami”), przez działaczy na Litwie Pruskiej uznawanej za hymn narodowy. W 1883 przetłumaczył na litewski fragmenty Hamleta.
W 1879 i 1881 kandydował na posła do Pruskiego Landtagu w Berlinie jako przedstawiciel mniejszości litewskiej. W 1898 próbował swych sił w głosowaniu do Reichstagu w okręgu Tylża–Ragneta, po raz kolejny bezskutecznie.
Był zwolennikiem pacyfizmu i przeciwnikiem niemieckiego militaryzmu. Należał do Europejskiego Związku Pacyfistów. Z okazji Kongresu Pokoju w 1899 opublikował zbiór pacyfistycznych poezji w języku niemieckim i francuskim.
Zmarł zimą 1904 w Oslo. Pochowano go na cmentarzu Lehder w Gronau obok rodziców.